# 基亞納河
基亞納河是意大利的河流，位於該國中部托斯卡尼大區，河道全長42公里，發源自亞平寧山脈的阿雷佐，最終注入台伯河，部分河水注入阿諾河。